# Sfax Railway Sports
Sfax Railway Sport (în arabă نادي سكك الحديد الصفاقسي),cunoscut ca Railway, este un club de fotbal din Tunisia, fondat în 1920, își are sediul în orașul Sfax.